# Nyctiphantus bicoloripennis
Nyctiphantus bicoloripennis is een keversoort uit de familie bladkevers (Chrysomelidae). De wetenschappelijke naam van de soort werd in 2005 gepubliceerd door Medvedev.